# Notomys macrotis
Notomys macrotis е изчезнал вид бозайник от семейство Мишкови (Muridae).

## Разпространение
Предполага се, че популацията е била ограничена до Западна Австралия.